# Sophie Friederike von Bayern

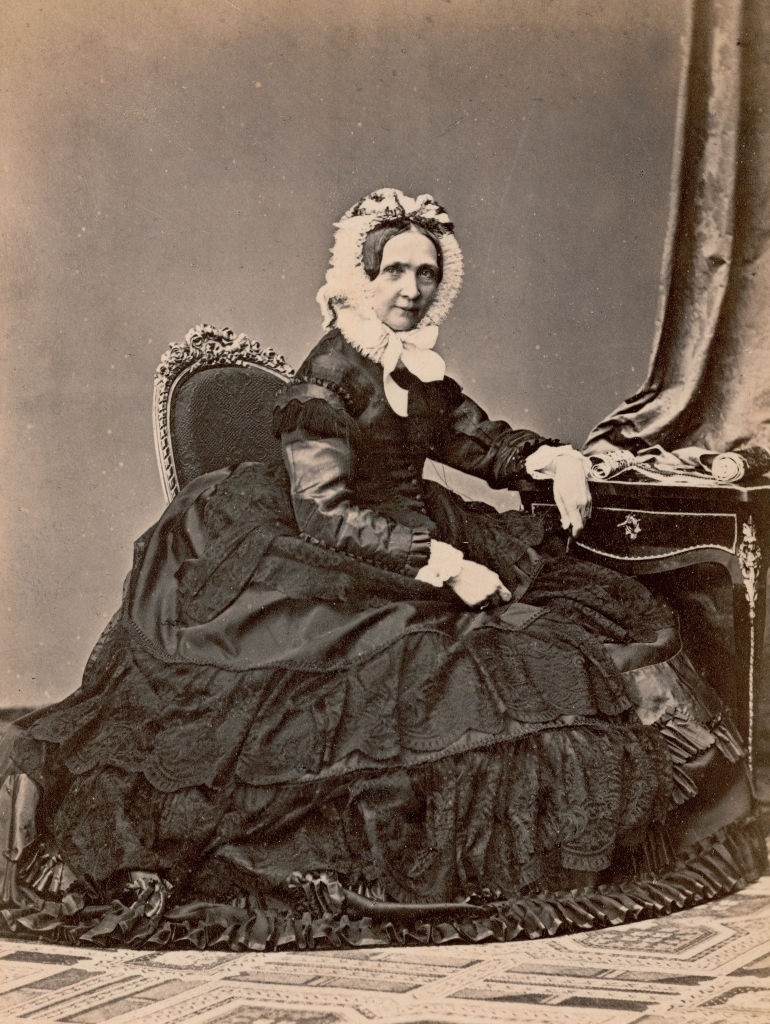
Erzherzogin Sophie. Fotografie von Ludwig Angerer, 1866

Prinzessin Sophie Friederike von Bayern, vollständiger Name Sophie Friederike Dorothea Wilhelmine von Bayern (* 27. Januar 1805 in München; † 28. Mai 1872 in Wien), war durch Heirat mit Franz Karl von Österreich, dem Bruder von Kaiser Ferdinand I., Erzherzogin von Österreich.
Sie war unter anderem die Mutter von Kaiser Franz Joseph I. von Österreich und von Erzherzog Maximilian, dem späteren Kaiser von Mexiko. Kronprinz Rudolf und Erzherzog-Thronfolger Franz Ferdinand von Österreich-Este waren Enkel von Sophie. Elisabeth Petznek und der letzte österreichische Kaiser, Karl I., waren ihre Urenkel.

## Biografie

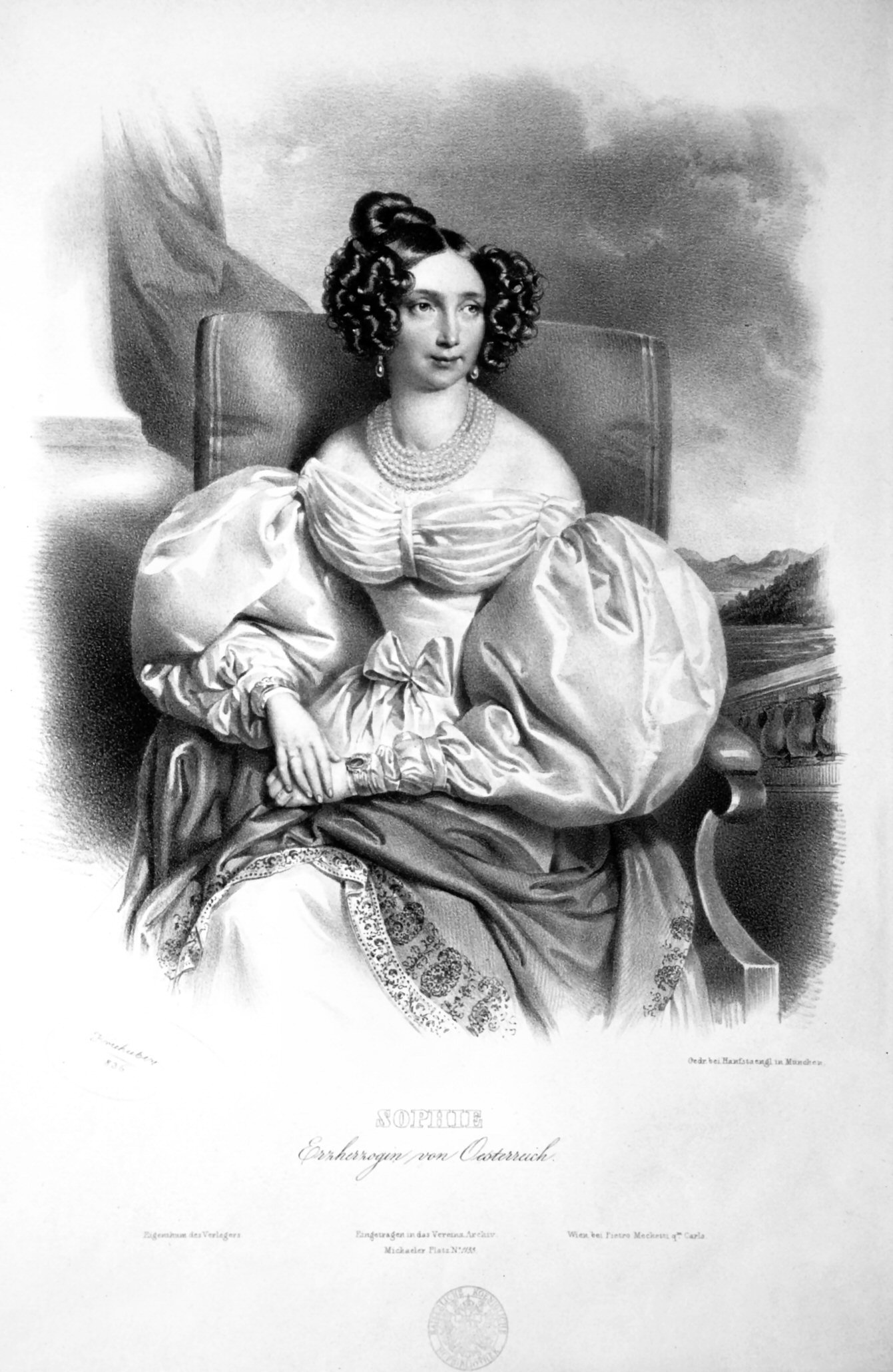
Erzherzogin Sophie. Lithografie von Joseph Kriehuber, 1836

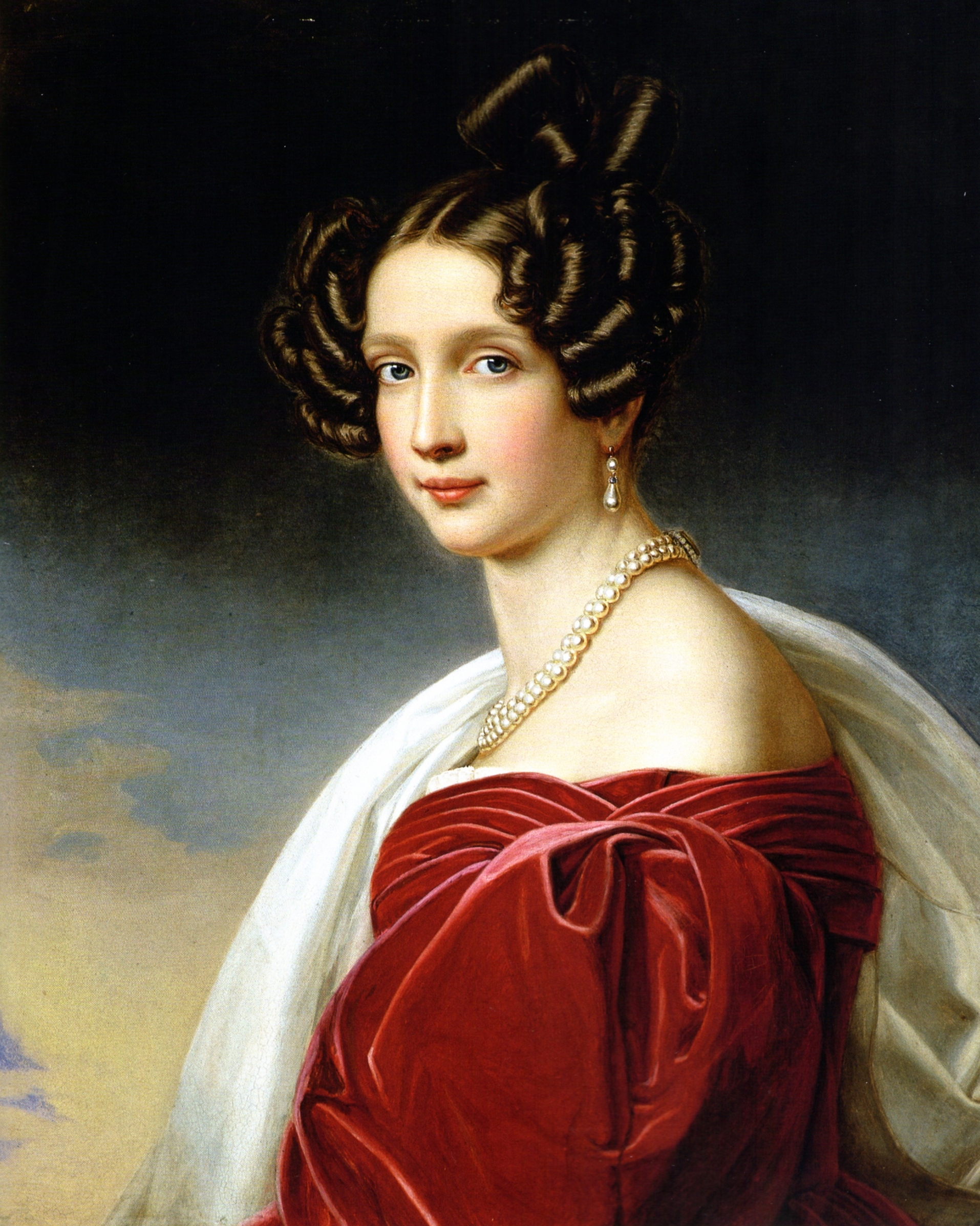
Porträt von Sophie Friederike, gemalt von Joseph Stieler für die Schönheitengalerie König Ludwigs I. von Bayern in Schloss Nymphenburg

### Kindheit und Jugend
Sophie war die Tochter von König Maximilian I. Joseph von Bayern und seiner zweiten Ehefrau Karoline Friederike Wilhelmine von Baden sowie eine Schwester der Königin Elisabeth Ludovika von Preußen und Zwillingsschwester der Königin Maria von Sachsen. Eine weitere Schwester, Ludovika Wilhelmine von Bayern (1808–1892), heiratete Max Joseph in Bayern. Eine Tochter des Paares war die spätere Kaiserin Elisabeth von Österreich-Ungarn (Sisi), die später Sophies Sohn, Kaiser Franz Joseph I., heiratete. Sisi war damit nicht nur Sophies Nichte, sondern auch gleichzeitig ihre Schwiegertochter.
Die Eltern kümmerten sich – entgegen den damaligen Gepflogenheiten – persönlich um die zahlreichen Kinder. Sie wollten diese zu modern denkenden Menschen erziehen, was trotz aller Freizügigkeit bestimmte Regeln beinhaltete, wie z. B. absolute Pünktlichkeit, die an erster Stelle stand. Sophie galt als ausgesprochen hübsches Mädchen und wurde später von König Ludwig I., ihrem Halbbruder, in seine berühmte Schönheitengalerie aufgenommen, die heute noch im Schloss Nymphenburg zu besichtigen ist. 
Für ihren Vater war die Absicht von Kaiser Franz I. von Österreich, seinen zweitgeborenen Sohn Franz Karl mit Sophie zu verheiraten, äußerst wichtig und so wurden kaum Recherchen über den Zukünftigen und dessen Geschwister angestellt. Die erste Begegnung mit ihrem zukünftigen Ehemann war für die junge Frau nicht nach ihrem Geschmack; aber politische Gründe hatten Priorität – der Zukünftige war der zweite in der habsburgischen Thronfolge und der eigentliche Thronfolger, der spätere Kaiser Ferdinand I., würde aufgrund seiner schweren Epilepsie und anderer Gebrechen keine eigenen Nachkommen haben. Eine reichliche Aussteuer wurde zusammengestellt. Die Hochzeit fand am 4. November 1824 in Wien statt.

### Zukünftige Kaisermutter

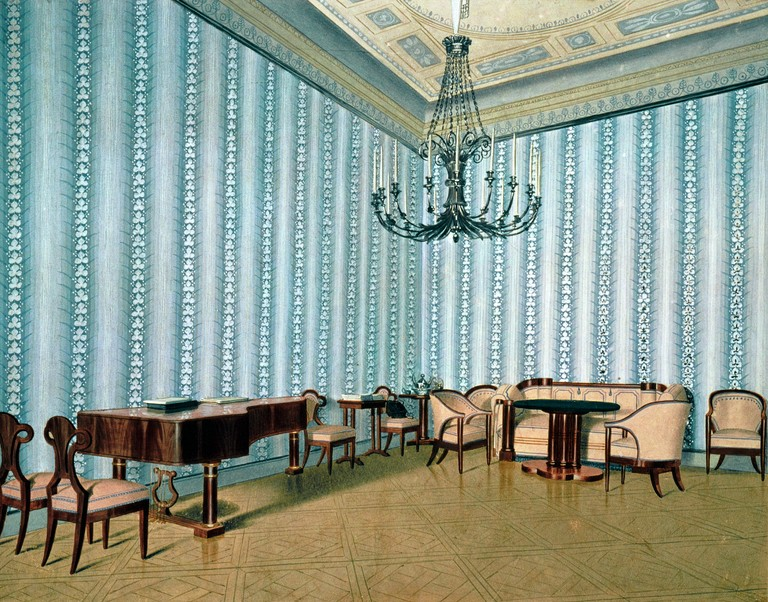
Musiksalon von Erzherzogin Sophie im Blauen Hof in Laxenburg

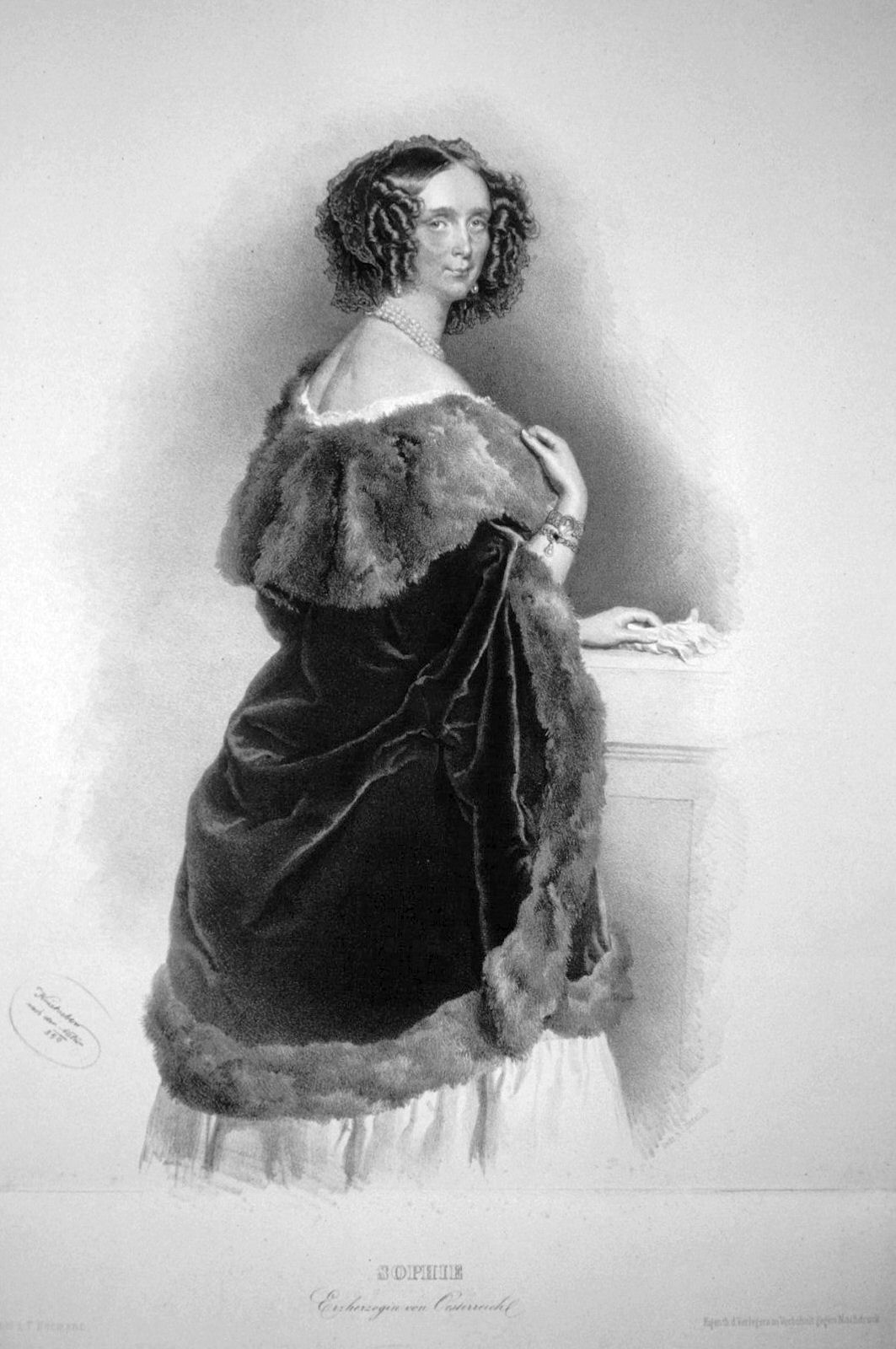
Erzherzogin Sophie, Lithographie von Josef Kriehuber, 1850

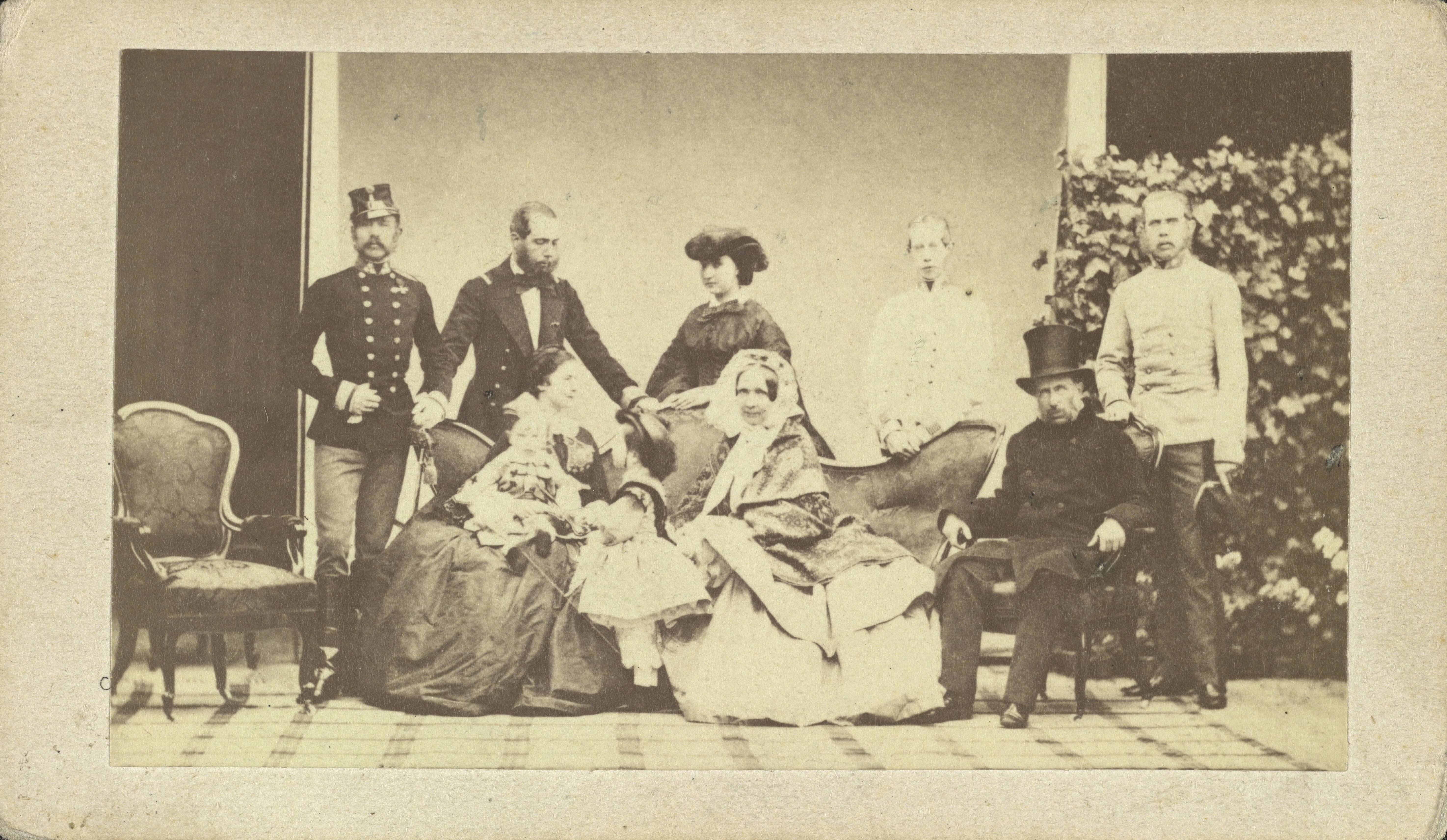
Erzherzogin Sophie im Kreise ihrer Familie, Fotografie von Ludwig Angerer (1860)

Erst nach sechs Ehejahren, mehreren Fehlgeburten und einigen Kuraufenthalten Sophies in Ischl kam das erste Kind des Paares, Franz Joseph, zur Welt, zwei bzw. drei Jahre später die Söhne Maximilian und Karl Ludwig und zwölf Jahre später Ludwig Viktor. Sie hatte auch eine Tochter Maria Anna (1835–1840), die aber nur vier Jahre alt wurde: Wie ihr Onkel Kaiser Ferdinand I. litt sie an epileptischen Anfällen und starb daran. Bereits früh ging die als energisch geschilderte Erzherzogin daran, ihren Erstgeborenen als künftigen Thronerben zu positionieren.
In der Krise der österreichischen Monarchie im Revolutionsjahr 1848 waren der Thronverzicht des regierungsschwachen Kaisers Ferdinand I. und ein Neubeginn die einzigen Chancen. Laut der historischen Forschung erwies sich Sophie während der bei Hofe Chaos auslösenden Revolutionen als der "Einzige Mann bei Hofe" und bewies in dieser Zeit ihren Führungssinn. So soll sie an der Entlassung von Staatskanzler Metternich maßgeblichen Anteil gehabt und gemeinsam mit Kaiserin Maria Anna zielstrebig den Kaiser zum Thronverzicht zugunsten ihres Sohnes Franz Joseph bewogen haben. Sophie verzichtete selbst darauf, Kaiserin zu werden, indem sie ihren Ehemann, den nächsten in der Thronfolge, darin bestärkte, zugunsten des gemeinsamen Sohnes zurückzustehen. So konnte Franz Joseph am 2. Dezember 1848 als 18-Jähriger Kaiser werden, ohne zuvor Thronfolger gewesen zu sein.
In seinen ersten Regierungsjahren war Sophie (der nachgesagt wird, sie sei eine Gönnerin der Ultramontanen gewesen) dem zu jungen und unerfahrenen Kaiser eine große Stütze und gehörte zu seinen wichtigsten Ratgebern, insbesondere bei einer die Ambitionen der magyarischen Oberschicht eindämmenden, neoabsolutistischen Politik. Ihre Schwiegertochter und Nichte, Kaiserin Elisabeth, versuchte dies später dadurch auszugleichen, dass sie den Ungarn mit besonderer Liebenswürdigkeit entgegenkam. Franz Joseph hingegen versuchte zumindest teilweise, den Einfluss seiner Mutter auf seine Regierung hintanzuhalten.
Die vor allem von Egon Cäsar Conte Corti und später in den Sissi-Filmen verbreitete Ansicht, Sophie sei für Elisabeth eine „böse Schwiegermutter“ gewesen, lässt sich laut Georg Markus und Ingrid Haslinger nicht aufrechterhalten. Sophie befürwortete es demnach, dass sich Elisabeth selbst um ihre Kinder kümmerte, und äußerte in ihrer Korrespondenz mit anderen Familienmitgliedern kein böses Wort über die junge Kaiserin.
Sophie war 1855 Taufpatin ihrer ersten Enkelin, die auch nach ihr benannt wurde: Sophie Friederike, Tochter von Franz Joseph I. und Elisabeth. Das Kind starb mit zwei Jahren.

### Tod
Nachdem ihr Lieblingssohn Maximilian, Kaiser von Mexiko, 1867 in Mexiko erschossen worden war, verlor Sophie jeden Lebensmut und überlebte ihn nur um fünf Jahre. Nach einem Besuch im Burgtheater zog sie sich eine schwere Lungenentzündung zu, an der sie starb.
Da ein neues Verfahren der Leichenkonservierung mittels Formaldehyd die bisher übliche Exenteration der Leichen unnötig machte, verbat sich Erzherzogin Sophie Friederike eine „Getrennte Bestattung“ und wurde in der Kapuzinergruft in Wien beigesetzt. Neben ihr lag der Herzog von Reichstadt (sein Metallsarkophag wurde 1940 auf Befehl Hitlers nach Paris transferiert). Zwischen ihr und ihrem Ehemann Franz Karl ist ein am 24. Oktober 1840 totgeborener Sohn beigesetzt. Ihr Lieblingssohn Maximilian ist im selben Teil der Gruft bestattet, jedoch nicht neben ihr.

## Nachkommen
- Franz Joseph I. (1830–1916), Kaiser von Österreich
 ⚭ Herzogin Elisabeth in Bayern, Sisi (1837–1898)
- Maximilian I. (1832–1867), Kaiser von Mexiko
 ⚭ Prinzessin Charlotte von Belgien (1840–1927)
- Karl Ludwig (1833–1896), Erzherzog, Thronfolger 1889–1896
 ⚭ 1. Prinzessin Margarete von Sachsen (1840–1858)
 ⚭ 2. Prinzessin Maria Annunziata von Neapel-Sizilien (1843–1871)
:: beider Sohn Franz Ferdinand von Österreich-Este war Thronfolger 1896–1914
 ⚭ 3. Prinzessin Maria Theresa von Portugal (1855–1944)
- Maria Anna Carolina (1835–1840), starb an Epilepsie
- Totgeborener Sohn (*/† 24. Oktober 1840)
- Ludwig Viktor (1842–1919), Erzherzog

## Rezeption
Erzherzogin Sophie wurde in Bühnenstücken und Filmen meist negativ dargestellt, bekannteste Interpretationen ihrer Person ist die von Vilma Degischer gespielte Rolle in den Sissi-Filmen sowie die Rolle der Erzherzogin im Musical Elisabeth. Diese Darstellungen prägten wesentlich das Image von Sophie als „böser Frau“, das jedoch nur bedingt der Wahrheit entsprach.

### Kino und Fernsehen
- Ida Perry in Elisabeth von Österreich (1931)
- Elisabeth Risdon in The King Steps Out von Joseph von Sternberg (1936)
- Vilma Degischer in Sissi (1955), Sissi – Die junge Kaiserin (1956) und Sissi – Schicksalsjahre einer Kaiserin (1957)
- Pamela Brown in der BBC-Serie Sturz der Adler, Episode 1 (1974)
- Martina Gedeck in Sisi (2009)
- Désirée Nosbusch in der Fernsehserie Sisi (2021)
- Melika Foroutan in der Netflix-Serie Die Kaiserin (2022)

In der Animationsfilm-Parodie Lissi und der wilde Kaiser wird sie als „Kaiserinmutter Sybille“ parodiert, gesprochen von Lotte Ledl.

## Ehrungen

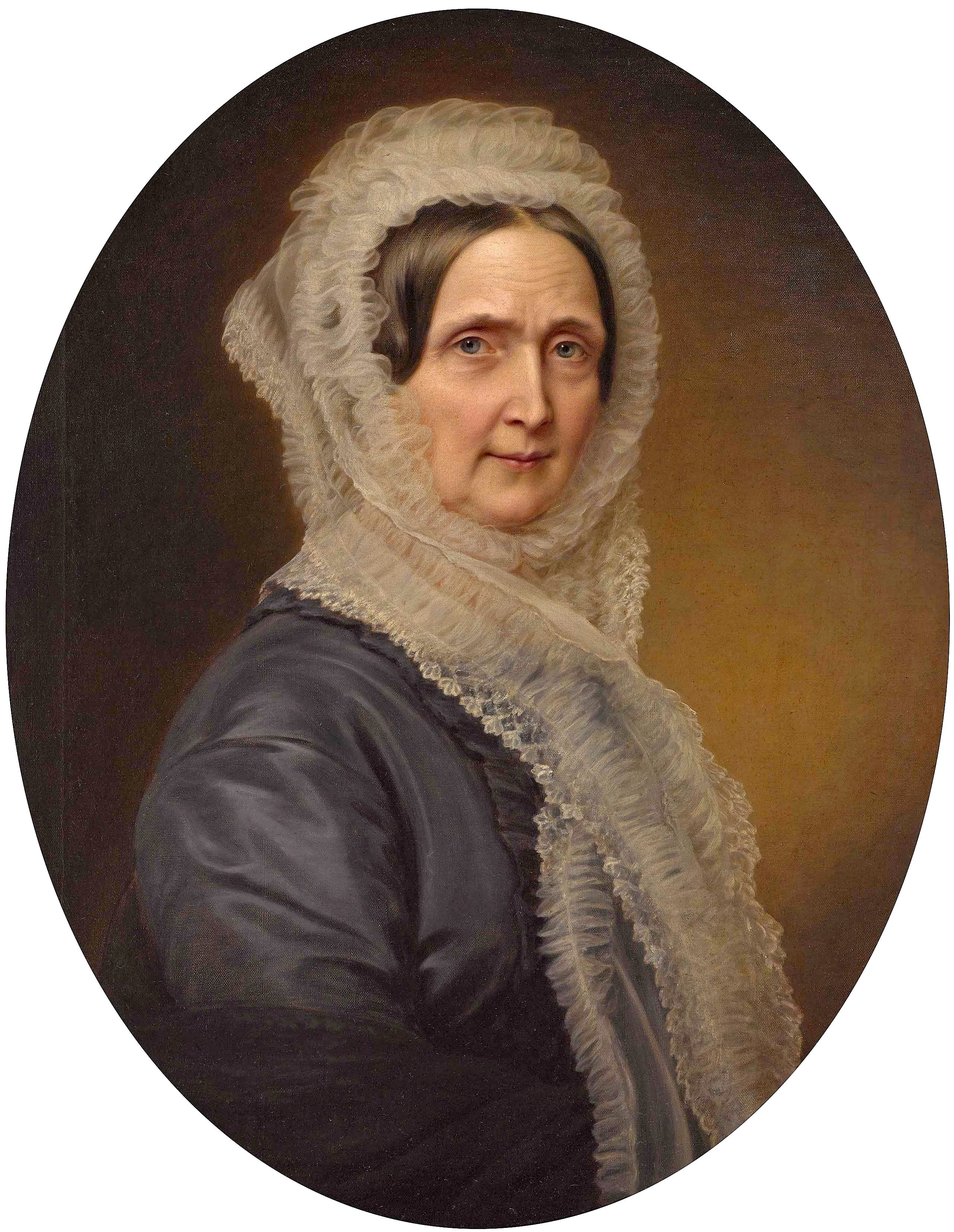
Erzherzogin Sophie um 1870

In Bad Ischl, wo die Erzherzogin über viele Jahre gemeinsam mit ihrer Familie zur Sommerfrische weilte, erinnert seit 1830 die Sophien Esplanade am Ufer der Traun an sie. Ferner trägt ein außerhalb des Ortes gelegener Aussichtspunkt auf den Dachstein und Richtung Wolfgangsee den Namen Sophien Doppelblick. Dieser soll ein Lieblingsort der Erzherzogin gewesen sein.
Im Wienerwald erinnert die Sophienalpe (477 m ü. A.) an Erzherzogin Sophie, hier soll sie regelmäßig den Sommer verbracht haben. In Wien sind die Sofiensäle, das ehemalige 1848 eröffnete Sophien-Bad, nach ihr benannt. Weiters trug die heutige Rotundenbrücke über den Donaukanal von 1824 bis 1918 ihr zu Ehren den Namen Sophienbrücke. Ihr Tod war ausschlaggebend dafür, ein in den Vorstädten geplantes Krankenhaus nach ihr Sophienspital zu nennen, es war bis 2017 in Betrieb. Die Zukunft des Komplexes ist jedoch ungewiss. Im Stiegenhaus eines nach Erzherzogin Sophie benannten Wohnhauses in der Apollogasse in Wien-Neubau (unweit des Sophienspitales) erinnert eine Gedenktafel an die Namenspatin.
In ihrer Heimatstadt München wurde nach ihr die Sophienstraße benannt.
Der Kurort Franzensbad in Böhmen benannte eine seiner Heilquellen nach Sophie. In Prag trug die Moldau-Insel Slovanský ostrov von 1838 bis 1925 den Namen Sofieninsel. Das dort befindliche, 1838 errichtete Palais trägt als Palác Žofín noch immer ihren Namen. Im Museum von Bad Pirawarth (Niederösterreich) erinnert eine zeitgenössische Büste Sophies aus dem Besitz der Burgschauspielerin Charlotte Wolter an den Kuraufenthalt der Erzherzogin im Jahr 1827. Noch 1908 wurde eine neu entdeckte Quelle ihr zu Ehren Sophienquelle genannt. 
Nach der Erzherzogin wurde das erste Schiff der Traunsee-Schifffahrt benannt, der 1839 gebaute Raddampfer Sophie. Zu den ersten Schiffen des 1837 gegründeten Österreichischen Lloyds zählte der 1832 in Triest ursprünglich für die DDSG vom Stapel gelaufene Raddampfer "Arciduchessa Sofia". Weiters wurde ein 1845 in Dienst gestellter Raddampfer der Ersten Donau-Dampfschiffahrts-Gesellschaft nach ihr benannt. Der 1938 in "Melk" umbenannte Dampfer wurde erst nach 110-jähriger Dienstzeit im Jahr 1955 außer Dienst gestellt. 

## Briefe
- Drei Briefe Erzherzogin Sophies an Ida Gräfin Hahn-Hahn. 22. Juni 1859 bis 14. März 1864[5]